# Totjo Andonow
Totjo Nikołow Andonow (bg. Тотьо Николов Андонов; ur. 9 lutego 1958) – bułgarski zapaśnik walczący w stylu klasycznym. Zajął piąte miejsce na mistrzostwach świata w 1981. Złoty medalista mistrzostw Europy w 1977; brązowy w 1980 i 1982. Mistrz Europy młodzieży w 1978 roku. 